# 1055 Tynka
Tynka (asteróide 1055) é um asteróide da cintura principal, a 1,7419083 UA. Possui uma excentricidade de 0,2076132 e um período orbital de 1 190,5 dias (3,26 anos).
Tynka tem uma velocidade orbital média de 20,08855686 km/s e uma inclinação de 5,2722º.
Esse asteróide foi descoberto em 17 de Novembro de 1925 por E. Buchar.